# هایما ام۳
هایما ام۳ یک سدان کامپکت کوچک است که توسط خودروساز چینی هایما از سال ۲۰۱۳ تا کنون در هاینان چین تولید می‌شود.

## مشخصات کلی
نسخهٔ تولیدی سدان هایما ام۳ در نمایشگاه اتومبیل شانگهای ۲۰۱۳ معرفی و با قیمت‌های ۵۹٬۸۰۰ یوان تا ۸۹٬۸۰۰ یوان در بازار خودروی چین عرضه شد. هایما ام۳ قبلاً در مرحله توسعه با نام هایما وی۳۰ شناخته می‌شد و بعداً با معرفی نمونه اولیه آن در نمایشگاه خودرو گوانگژو ۲۰۱۲ در نوامبر ۲۰۱۲، نام آن به هایما ام۳ تغییر یافت. هایما ام۳ به یک موتور ۱٫۵ لیتری دی‌اواچ‌سی ۴ سیلندر خطی مجهز است که ۱۱۲ اسب بخار قدرت و ۱۴۷ نیوتن‌متر گشتاور تولید می‌کند. این خودرو با جعبه‌دنده‌های پنج دندهٔ دستی یا ۴ دندهٔ خودکار عرضه می‌شود. هایما ادعا می‌کند که این خودرو ۵٫۹ لیتر در ۱۰۰ کیلومتر مصرف سوخت دارد.

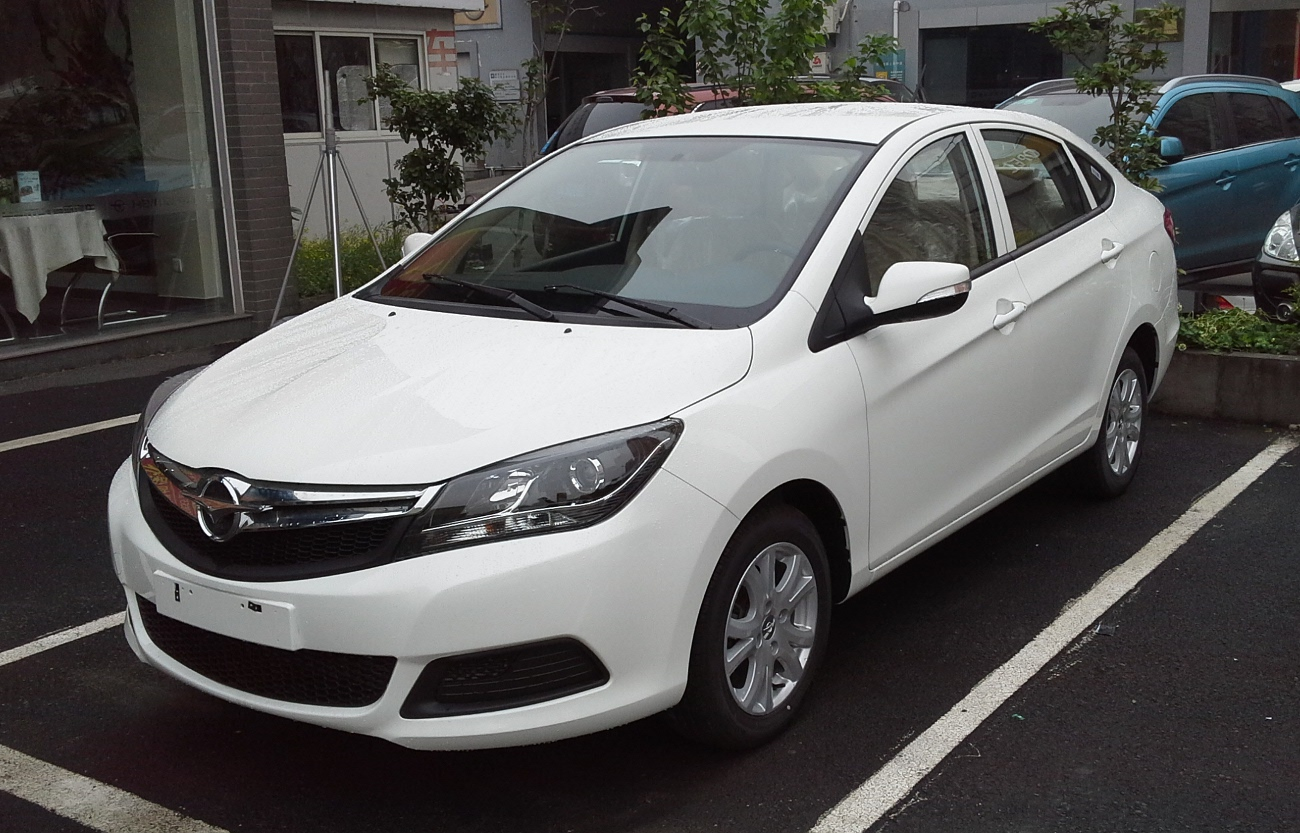
هایما ام۳ پیش از فیس‌لیفت (جلو)
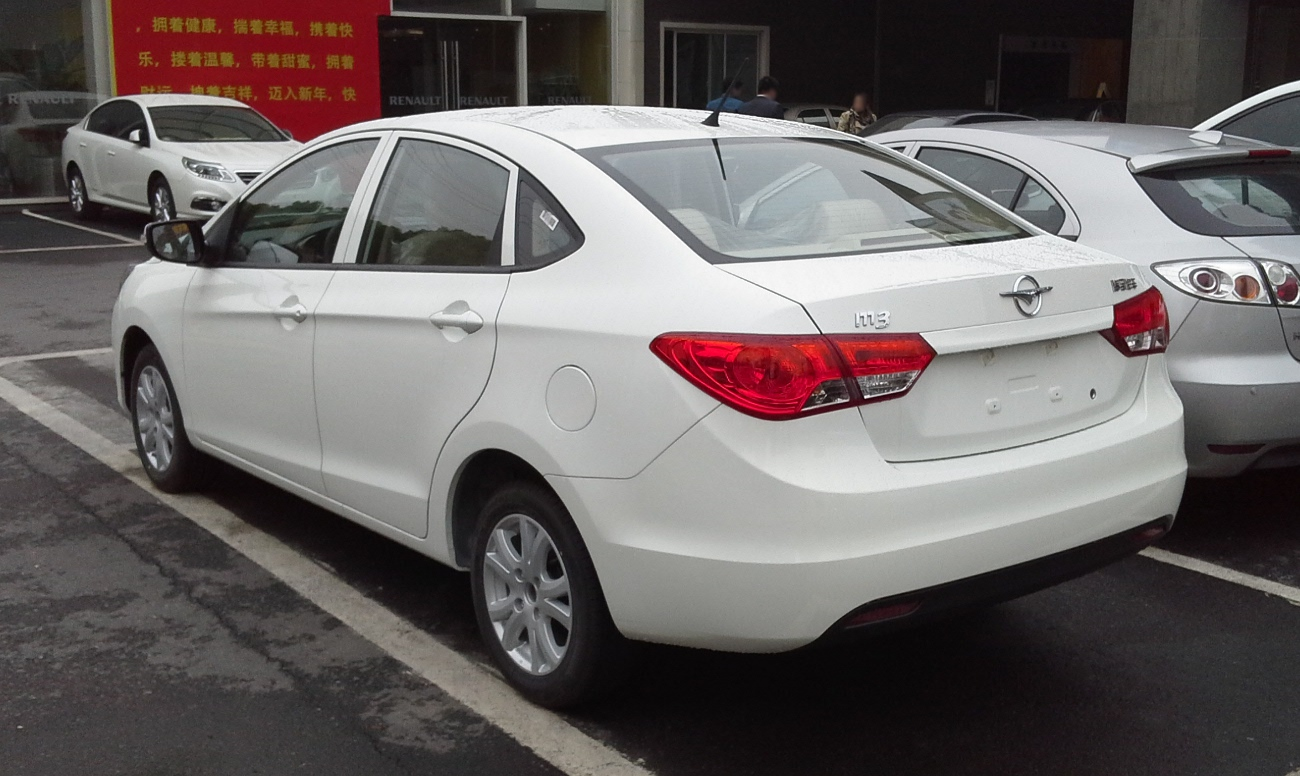
هایما ام۳ پیش از فیس‌لیفت (عقب)

### فیس‌لیفت ۲۰۱۷
برای سال ۲۰۱۷، نمای بیرونی، چراغ‌ها و سپرها دچار تغییرات جزئی شدند و نمای داخلی هایما ام۳ به‌روزرسانی شد. نسخهٔ جدید با همان پیشرانه ۱٫۵ لیتری دی‌اواچ‌سی ۴ سیلندر خطی بنزینی ۱٫۵ لیتری پیشرانه دارای زمان‌بندی متغیر سوپاپ‌ها ارائه شده‌است.

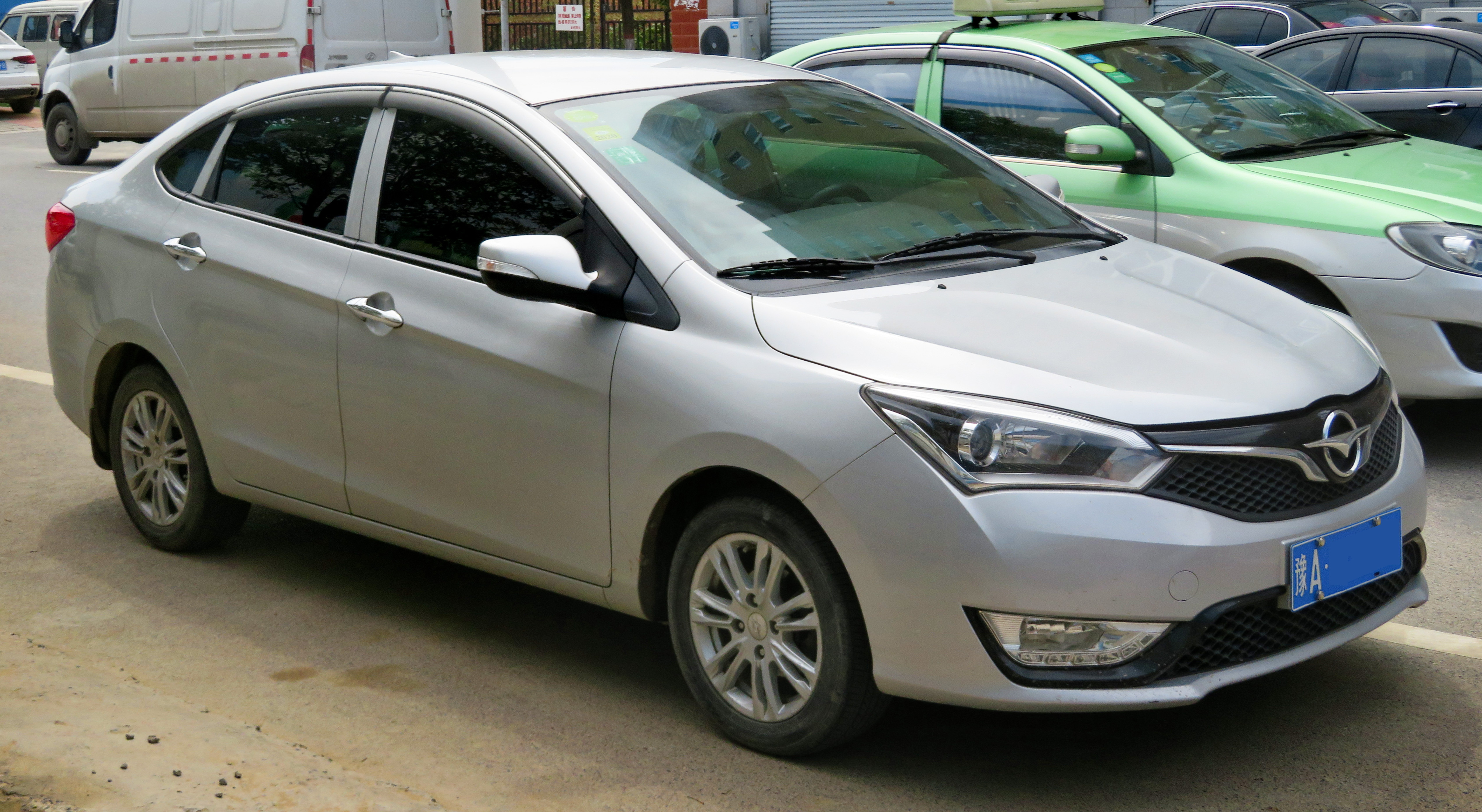
فیس‌لیفت هایما ام۳ (جلو)
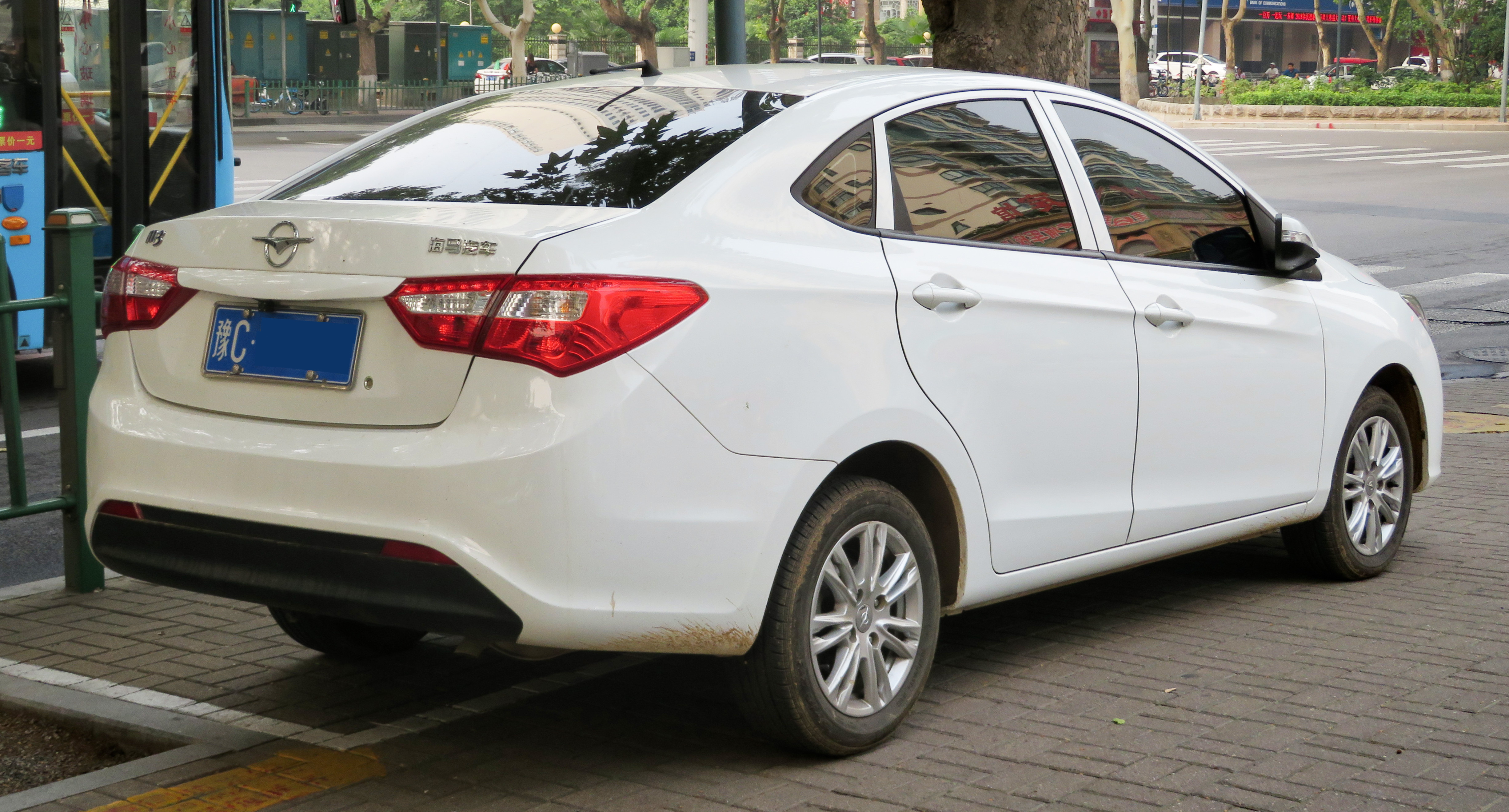
فیس‌لیفت هایما ام۳ (عقب)

## هایما @۳ ئی‌وی
هایما @۳ ئی‌وی یک سدان برقی مبتنی بر سدان هایما ام۳ است. @۳ ئی‌وی در سال ۲۰۱۶ عرضه شد. هایما @۳ ئی‌وی دارای یک موتور الکتریکی است که ۹۵ اسب بخار قدرت تولید می‌کند و حداکثر سرعت آن ۱۲۰ کیلومتر در ساعت است. باتری‌ها قادر به برد ۲۰۰ کیلومتر هستند و منبع تغذیه ۲۲۰ ولت آن ۷ ساعت طول می‌کشد تا ماشین را به‌طور کامل شارژ کند. بعداً نسخه فیس‌لیفت این خودرو با ضربه گیرهای بازسازی شده معرفی شد.